# Wilhelm Dilthey
Wilhelm Christian Ludwig Dilthey (ur. 19 listopada 1833 w Wiesbaden-Biebrich, zm. 1 października 1911 w Seis am Schlern) – niemiecki filozof, teolog, pedagog i historyk. Uchodzi za jednego z założycieli (obok Friedricha Nietzschego) filozofii życia w Niemczech, w której głosił relatywistyczny historyzm. W 1908 otrzymał order Pour le Mérite za wkład w dziedzinie nauki i sztuki.
Autor Einleitung in die Geisteswissenschaften (1883). Dokonał metodologicznego rozróżnienia nauk humanistycznych (Geisteswissenschaften) i nauk przyrodniczych (Naturwissenschaften). Jego zdaniem w humanistyce uprawnione są oprócz sądów o faktach i sądów o prawach, także sądy wartościujące. Podstawową jednak różnicą między tymi rodzajami nauk jest ich cel: nauki przyrodnicze dążą do poznania zjawisk; nauki humanistyczne – do ich rozumienia (czyli przeżywania). Humanistyka powinna unikać schematów, natomiast trzymać się życia.
Wprowadził rozumienie „pokolenia humanistycznego” jako grupy jednostek istniejących jednocześnie, podlegających tym samym wpływom i uzależnionych od tych samych zdarzeń, a przez to w podobny sposób pojmujących rzeczywistość.
Związany z kierunkiem filozoficznym – hermeneutyką.

## Życie i kariera
Wychował się w ewangelickiej rodzinie. Jego ojciec – Maximilian Dilthey (1804-1867) pracował jako naczelny kapelan dworski w Biebrich. Matka Maria Laura (1810-1887) była córką kapelmistrza książęcego Johanna Petera Heuschkela. Wilhelm miał brata i siostrę.
Wilhelm Dilthey w 1852 roku ukończył gimnazjum w Wiesbaden oraz zdał egzamin dojrzałości. Wstąpił na Uniwersytet w Heidelbergu by kontynuować rodzinną tradycję i studiować teologię. Po 3 semestrze postanowił przenieść się do Berlina. Podczas edukacji duży wpływ wywarli na niego Kuno Fischer, Friedrich Adolf Trendelenburg, August Boeckh i Leopold von Ranke. Rozwijało się jego zainteresowanie filozofią i historią prądów intelektualnych. w 1856 roku zdał egzamin teologiczny w Wiesbaden, wkrótce potem egzamin państwowy z filozofii w Berlinie (uprawniający do nauczania w szkołach).
Przez następne dwa lata nauczał w Berlinie w gimnazjum Joachimsthalsches Gymnasium. Następnie żył jako wolny pisarz i publikował liczne rozprawy i omówienia, często pod pseudonimem. W 1864 roku promował się w Berlinie pracą o etyce Friedricha Schleiermachera. Habilitował się rozprawą Versuch einer Analyse des moralischen Bewußtseins (Próba analizy moralnej świadomości). Od 1866 roku został profesorem na Uniwersytecie w Bazylei, następnie przenosił się do Kilonii, Wrocławia i Berlina. To właśnie w Berlinie nauczał do końca 1905 roku, po zakończeniu działalności pedagogicznej spędził ostatnie lata życia pisząc różne prace naukowe. Do uczniów Diltheya należeli: Bernhard Groethuysen, Max Frischeisen-Köhler, Georg Misch, Herman Nohl i Eduard Spranger.
Wilhelm Dilthey był profesorem na Uniwersytetach w:
– Bazylei (od 1866 roku),
– Kilonii (od 1868 roku),
– Wrocławiu (od 1871 roku)
– Berlinie (od 1882 roku).
Podczas okresu Wrocławskiego udało mu się w znacznej mierze skrystalizować jego własne teorie nauk humanistycznych. W tamtym czasie spotkał się także z P. Yorckiem von Warterburgiem. Mężczyźni korespondowali ze sobą przez następne 20 lat. Listy te uważane są za najważniejsze dokumenty filozoficzne ostatnich dziesięcioleci XIX wieku.
W 1874 roku ożenił się z Katherine Puttmann, z którą miał syna i dwie córki.

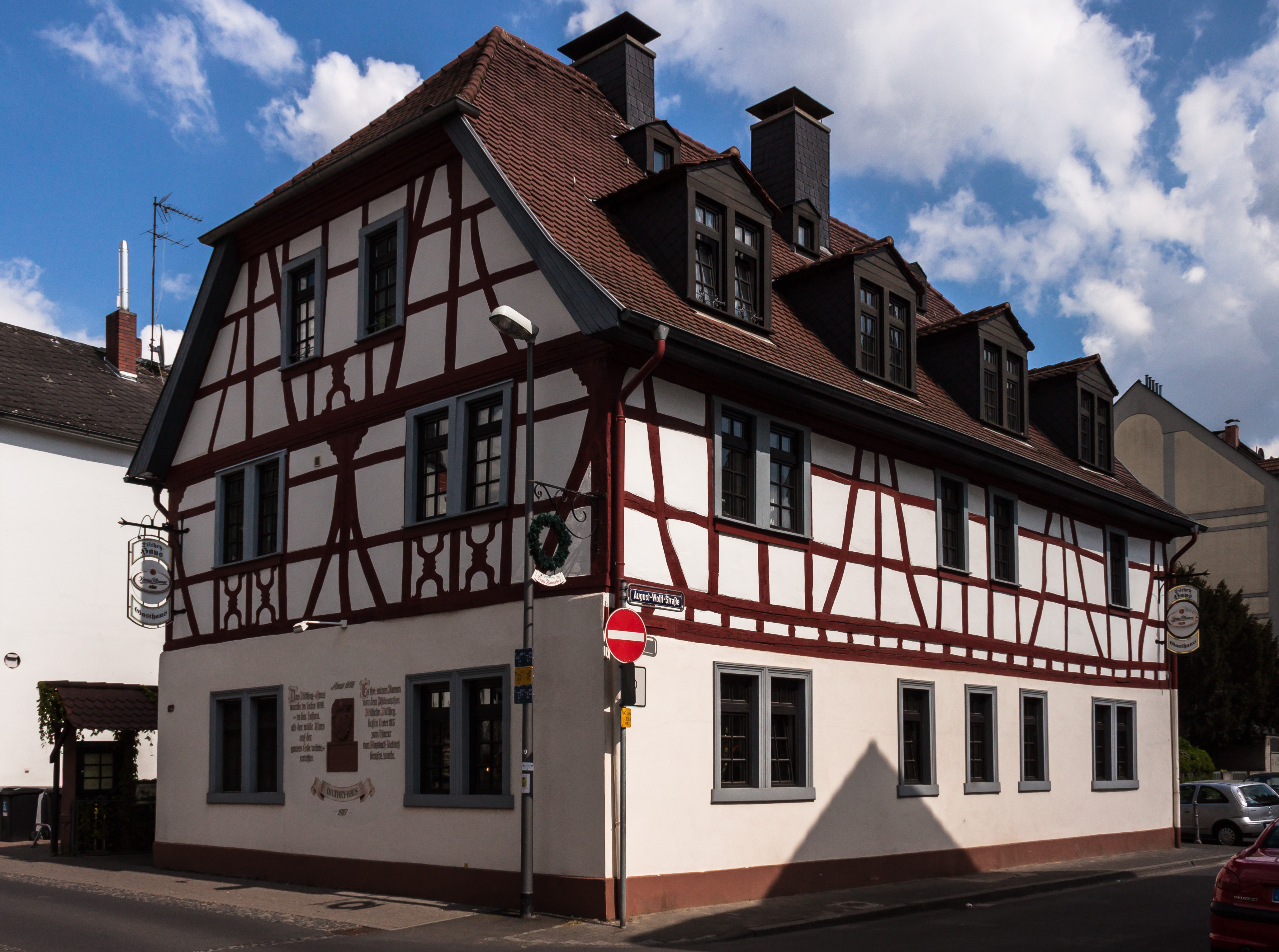
Dom rodziny Dilthey w Biebrich

Zmarł 1 października 1911 w Seis am Schlern z powodu dyzenterii. Pochowano go na cmentarzu w Biebrich.

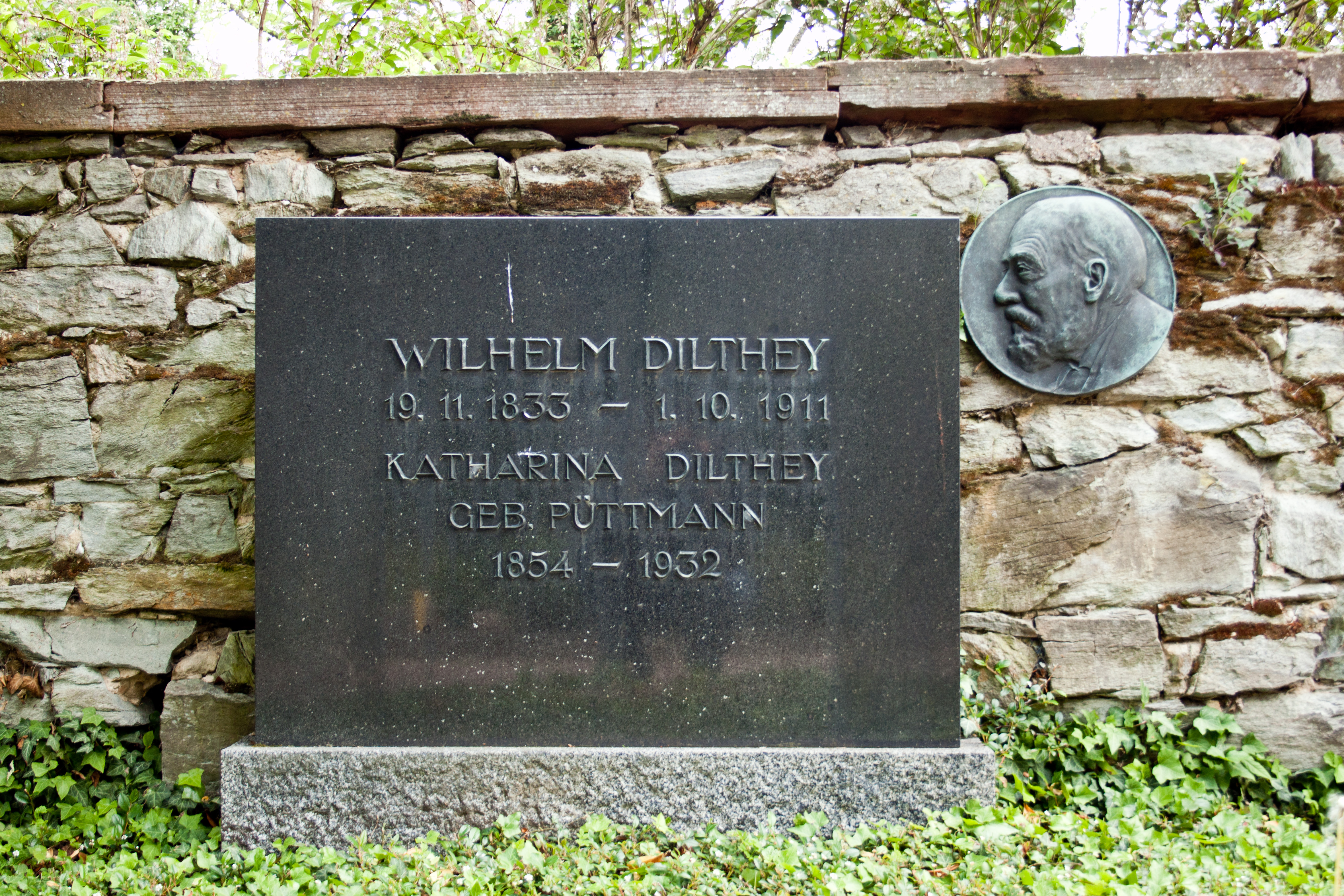
Grób rodziny Dilthey

## Filozofia
Wilhelm Dilthey założył pewnego rodzaju historyczną filozofię życia. Połączył ogólne życiowo-filozoficzne dążenia z metodycznym zdyscyplinowaniem przez konkretne prace historyczne. Rozróżnił nauki na przyrodnicze i humanistyczne, przywróciło te według niego autonomię i wolność rozumnego charakteru człowieka. W kontekście natury łączył człowieka w historyczno – kulturalnym związku. To w tym związku ujawnia się i kształtuje ludzka duchowa spontaniczność. Kant próbował wyjaśnić teoretyczno-poznawcze podstawy nauk przyrodniczych, Dilthey próbował ustalić podstawy rozumu dla nauk humanistycznych. Według Diltheya rozum nie jest wcale ponadczasową i niezmienna wielkością. Cechy rozumu i świadectwo jakie daje wynikają z przebiegu historii. Oznacza to, że wpływają na niego działania i doświadczenia o charakterze kulturalnym dla człowieka, przez co wracamy do historyczno-filozoficznego wyobrażenia historyzmu. Krytykował historyzm rozumu opierając się na poglądach Kanta i całej historii metafizyki. Opierając się na Fenomenologii ducha Hegla opisał Fenomenologię metafizyki. W przeciwieństwie do procesu historycznego Hegla nie prowadziła ona do metafizycznego systemu absolutnej wiedzy. Powinna oferować zupełną pewność wynikającą z małych pewników, zakorzenionych w naszych przeżyciach i życiu. Podejście to stało się dla Diltheya fundamentem do powstania nauk humanistycznych. Nauk, których celem jest zrozumienie życia i historii.
W dziele Wprowadzenie do nauk humanistycznych, próba stworzenia fundamentu dla badania społeczeństwa i historii zawarł istotne podstawy historyczne. Pojęcie świadomości rozwinął jako centralną instancję przeżyć. Według Diltheya pojmowanie świadomości jako całego stanu faktycznego życia to przezwyciężenie filozofii. Przyjmuje ona bowiem tylko punkt wyjścia, teoretyczny rozum. Z tego powodu nie może przezwyciężyć sprzeczności ciało-dusza i świat wewnętrzny/zewnętrzny człowieka są powiązane przez świadomość. Wydarzenia ze świata zewnętrznego przebiegają niezależnie, istnieją zawsze dla znajomości. Dzięki temu proces życia istnieje zawsze jako odniesienie do zewnętrznego świata. Jest to jedność poznania, wyobrażenia, oceniania, uczucia, działania i woli.
Dzieląc nauki na przyrodnicze i humanistyczne uważał, że nauki przyrodnicze wyjaśniają jak stworzona jest natura w sensie elementarnym i próbował określić jej hipotetyczną budowę i przebieg zachodzących w niej procesów. Przeciwne do nich nauki humanistyczne miały zrozumieć naturę jako wytwór ludzkiego ducha i opracować je w wewnętrznej strukturze. Będąc tworem człowieka mogą być przez niego zrozumiane.

## Hermeneutyka
Wilhelm Dilthey sformułował hermeneutykę jako metodę nauk humanistycznych, zgodnie z tradycjami Friedricha Schleiermachera. Schleiermacher jako pierwszy uwolnił hermeneutykę od tylko metody interpretacji tekstów świętych (pisma, religijnych...), przekładając ją na wszystkie typy tekstów. Dilthey poszerzył hermeneutyczne rozważania do wszystkich oznak ludzkiego życia. Ich znaczenia zmieniają się w zależności od kontekstu i nie są nigdy ostateczne. Tak więc gesty, sztuka, styl, przepisy, architektura są zrozumiałe tylko w kontekście znaczenia.
Dilthey dostrzegł jednak w hermeneutyce problem – próbując zrozumieć jednostkę w kontekście całości należy przyjąć, że znamy już tę całość. Z innej strony rozumiejąc poszczególne aspekty powinniśmy dostać całość. W wyniku tego powstaje koło hermeneutyczne. Idąc dalej nie da się zrozumieć całości bez zrozumienia szczegółu, a szczegół nie może być zrozumiany bez odwołania się do całości. Sformułowaną przez Diltheya metodę rozwinęli w XX wieku: Martin Heidegger, Hans-Georg Gadamer i Paul Ricœur.

## Dzieła wybrane
- De principiis ethices Schleiermacheri. 1864.
- Über die Einbildungskraft der Dichter. 1878.
- Einleitung in die Geisteswissenschaften. Versuch einer Grundlegung für das Studium der Gesellschaft und der Geschichte. 1883.
- Dichterische Einbildungskraft und Wahnsinn. 1886.
- Die Entstehung der Hermeneutik. 1900.
- Die Jugendgeschichte Hegels. 1905.
- Studien zur Grundlegung der Geisteswissenschaften. 1905.
- Das Erlebnis und die Dichtung. 1906.
- Systematische Philosophie. 1907.
- Der Aufbau der geschichtlichen Welt in den Geisteswissenschaften. 1910.

## Publikacje przełożone na jęz. polski
- Pisma estetyczne (1982);
- O istocie filozofii i inne pisma (1987).

## Cytaty
„Jednostka zawsze uświadamia sobie tylko jedną z możliwości swojego rozwoju. Mogła ona zawsze przybrać inny obrót, gdy podejmowaliśmy ważną decyzję.”
„Wiedza o siłach rządzących społeczeństwem, przyczynach, które spowodowały jego przewroty. Wreszcie zasobach społeczeństwa, które służąc promowaniu zdrowego postępu stała się żywotną troską naszej cywilizacji.”
„O tym czym jest człowiek mówi tylko jego historia.”

## Literatura
- Jurij Melwil: Filozofia burżuazyjna w krajach Europy Zachodniej w drugiej połowie XIX wieku. W: Krótki zarys historii filozofii. Pod redakcją M.T. Jowczuka, T.I. Ojzermana, I.J. Szczipanowa. Przeł. Marian Drużkowski i in. Wyd. II, poprawione i uzupełnione. Warszawa: Książka i Wiedza, listopad 1969, s. 512–537. (pol.).